# Trinectes maculatus
Trinectes maculatus är en fiskart som först beskrevs av Marcus Élieser Bloch och Johann Gottlob Theaenus Schneider, 1801.  Trinectes maculatus ingår i släktet Trinectes och familjen Achiridae. Inga underarter finns listade i Catalogue of Life.